# Copa dos Campeões Cearenses de 2017
A Copa dos Campeões Cearenses de 2017 foi a 3ª edição da Copa dos Campeões Cearenses, sendo a 2ª em caráter oficial, não amistosa.
A edição foi disputada entre Fortaleza, campeão do Cearense 2016, e o Guarani de Juazeiro, campeão da Copa Fares Lopes 2016, em jogo único.
Diferente da edição anterior, não foram marcadas partidas com o fim específico de decidir o título, sendo aproveitada a 2ª rodada do Cearense 2017.
O Fortaleza acabou vencendo a partida, pelo placar de 1x0, sagrando-se campeão do torneio pelo 2º ano consecutivo.  

## Partida
| Quarta-feira, 18 de janeiro | Fortaleza  | 1 – 0              | Guarani de Juazeiro | Arena Castelão, Fortaleza                      |
| 21:00                       | Gáston 39' | Esporte Interativo |                     | Público: 3 308 Renda: R$ 14.815,00 Árbitro: CE |

| Fortaleza | Guarani-J |

## Transmissão
- Brasil: Esporte Interativo

## Campeão
| Taça dos Campeões Cearenses de 2017 |
| Fortaleza                           |
| ----------------------------------- |
| Fortaleza (2º título)               |